# Z/X
Z/X -Zillions of enemy X-（日语：ゼクス ジリオンズ オブ エネミー エックス）或簡稱Z/X（日语：ゼクス），是由Broccoli發行的日本交換卡片遊戲。最初以在日本卡牌店和活動中為玩家提供免費套牌形式發行，可透過商店取得免費卡、遊戲墊和規則小冊子，成為日本市面上首款「免費」交換卡片遊戲；玩家也能購買零售卡來強化卡組。
官方為了推廣還推出了如PlayStation 3游戏《Z/X 絕界聖戰》（Z/X 絶界の聖戦，2013年）等電子遊戲。2013年起，在集英社《V Jump》2012年11月號發表同名連載漫畫。隔年推出電視動畫。

## 卡片
- Z/X（ゼクス）：一般角色卡，能攻擊相鄰方格的卡。具有顏色、費用、名稱、種族、能力和力量等參數。力量結合攻擊力和體力，戰鬥和能力受到的傷害在回合中累積，總傷害超過力量的Z/X卡將被破壞。力量以500為增加和減少單位，但在特殊能力下也能以費用乘以1500+500。
- 事件：顯示單次能力的咒語的卡片，具有顏色、費用、名稱和能力等參數。
- 玩家卡（プレイヤーカード）：顯示玩家的卡片，具有顏色、名稱和玩家名稱等參數，以及特殊能力。
- Z/X EX（ゼクス エクストラ）：滿足降臨條件或覺醒條件召喚的特殊Z/X卡。降臨條件不需支付費用，但你需要摧毀1至5張自己場上指定的Z/X。覺醒條件除了支付費用外，還需將指定區域的卡移到其他區域。EX每回合僅召喚一次。
- Z/X超載（ゼクス オーバーブースト）：將兩張牌上下組合起來，當作一張牌處理的特殊Z/X卡。無法特殊召喚，僅透過事件卡「誓言／契約／祈禱」召喚。此動作沒有次數限制，但場上僅能控制一組Z/X超載。
- 變化：疊加在Z/X超載之上，可改變名稱、種族、顏色和能力。此動作沒有次數限制，但每組Z/X超載只能疊加一張，且無法更換。
- 代幣：遊戲中產生圖標卡，標有Z/X數值，離場時消失。

## 電子遊戲
- 《Z/X 絕界聖戰》（Z/X 絶界の聖戦，PlayStation 3；2013年）[5]
- 《Z/X IGNITION 五世界的輪舞》（Z/X IGNITION 五世界の輪舞，線上遊戲；2014年）[6]
- 《Z/X Code OverBoost》（手機遊戲；2019年至2020年）[7]

## 漫畫
- 《Z/X》（《V Jump》2012年11月號－2016年12月號，土屋彼某創作）[8]
- 《Z/X Code reunion》（《V Jump》2017年11月號－2020年9月號，浦畑達彥原作，藤真拓哉作畫）[9]

## 電視動畫
- 《Z/X IGNITION》（2014年）[10]
- 《Z/X Code reunion》（2019年）[11]

## 外部連結
- 官方网站（日語）
- Z/X的X（前Twitter）
- YouTube上的（日語）
- Z/X（動畫）在動畫新聞網百科全書中的資料（英文）（英文）